# Moraice
Moraice este un sat din comuna Pljevlja, Muntenegru. Conform datelor de la recensământul din 2003, localitatea are 108 locuitori (la recensământul din 1991 erau 145 de locuitori).

## Demografie
În satul Moraice locuiesc 102 persoane adulte, iar vârsta medie a populației este de 48,5 de ani (48,1 la bărbați și 48,9 la femei). În localitate sunt 34 de gospodării, iar numărul mediu de membri în gospodărie este de 3,12.
Această localitate este populată majoritar de sârbi (conform recensământului din 2003).
|  |

| Demografie | Demografie | Demografie |
| An         | Locuitori  | Locuitori  |
| ---------- | ---------- | ---------- |
|            |            |            |
|            |            |            |
|            |            |            |
|            |            |            |
| 1948       | 273        |            |
| 1953       | 349        |            |
| 1961       | 333        |            |
| 1971       | 308        |            |
| 1981       | 217        |            |
| 1991       | 145        | 145        |
| 2003       | 106        | 108        |

| \| Componența etnică conform recensământului din 2003[2] \| Componența etnică conform recensământului din 2003[2] \| Componența etnică conform recensământului din 2003[2] \| Componența etnică conform recensământului din 2003[2] \| Componența etnică conform recensământului din 2003[2] \| \| ----------------------------------------------------- \| ----------------------------------------------------- \| ----------------------------------------------------- \| ----------------------------------------------------- \| ----------------------------------------------------- \| \| \| \| \| \| \| \| Sârbi \| Sârbi \| \| 98 \| 90,74% \| \| Muntenegreni \| Muntenegreni \| \| 8 \| 7,4% \| \| necunoscută \| necunoscută \| \| 0 \| 0% \| |              |  |    |        |
| Componența etnică conform recensământului din 2003 |              |  |    |        |
| |              |  |    |        |
| Sârbi | Sârbi        |  | 98 | 90,74% |
| Muntenegreni | Muntenegreni |  | 8  | 7,4%   |
| necunoscută | necunoscută  |  | 0  | 0%     |